# Agnes van Beieren
Agnes van Beieren (1276/1278- 22 juli 1345) was een dochter van hertog Lodewijk II van Beieren en van zijn derde echtgenote Mathilde van Habsburg.
Zij trouwde in 1290 met Hendrik de Jongere (1276-1298), een zoon van landgraaf Hendrik I van Hessen. Zij hadden één kind:
- Agnes ( -13 januari 1332). Getrouwd met Gerlach I van Nassau

In 1298 trouwde ze met markgraaf Hendrik I van Brandenburg. Voor dit huwelijk werd in 1303 pauselijke dispensatie gegeven. Uit haar tweede huwelijk kreeg zij de volgende kinderen:
- Hendrik II van Brandenburg (1302-1320)
- Sophia (1300-1356), erfgename van Landsberg en de Saksen-Palts, in 1327 gehuwd met hertog Magnus I van Brunswijk (1304-1369)
- Judith (1299/1306  - 1325/1327), in 1318 gehuwd met hertog Hendrik II van Brunswijk-Grubenhagen.
- Margarete (1301 - 31 maart 1347).  Abdis van St. Klara in Weißenfels.